# Psychotria savaiiensis
Psychotria savaiiensis är en måreväxtart som beskrevs av Karl Rechinger. Psychotria savaiiensis ingår i släktet Psychotria och familjen måreväxter. Inga underarter finns listade i Catalogue of Life.